# 去口化
去口化（Debuccalization、deoralization），或稱「去口音化」，指口腔辅音失去原本的发音部位，变为声门音（[h]、[ɦ]、[ʔ]）的音变或语音交替。
一般认为去口化是辅音弱化的一种，是历时与共时过程（即可能涉及语言内部的同位异音）。
去口化发生在多种环境中，如：
- 词首，如卡纳达语
- 词尾，如缅甸语
- 词中，如几种英语方言（如litter [ˈlɪʔə]“垃圾”）或托斯卡纳语（the house /la kasa/ → [la ˈhaːsa]“房子”）

## 声门塞音

### 阿拉伯语
中东的阿拉伯语方言中可见/q/去口化为/ʔ/的音变，见于北部埃及阿拉伯语、黎巴嫩阿拉伯语、西部叙利亚阿拉伯语、巴勒斯坦阿拉伯语城区方言，以及约旦阿拉伯语（尤见于女性使用者）。马耳他语也有该特征。

### 英语
英格兰大多数使用者及美国英语很多使用者有/t/去口化为声门塞音[ʔ]的音变，主要发生在2种环境：词尾且在其他辅音前（美式英语IPA）：
- get ready [ˈɡɛʔˈɹɛɾi]
- not much [ˈnɑʔˈmʌtʃ]
- not good [ˈnɑʔˈɡʊd̚]
- it says [ɪʔˈsɛz]

在音节辅音[n̩]前、响音（/l/、/r/、/n/或元音）后。/t/也可能变为鼻音除阻（美式英语IPA）：
- Milton [ˈmɪlʔn̩]
- Martin [ˈmɑɹʔn̩]
- mountain [ˈmæʊnʔn̩]
- cotton [ˈkʰɑʔn̩]
- Latin [ˈlæʔn̩]

#### 考克尼
考克尼口音中，/t/在响音（元音、流音和鼻音）间常实现为声门塞音[ʔ]，如bottle。此过程称为t声门化。

### 德语
德语后缀-en常实现为被同化的成音节鼻音。若在清塞音后，则将其变为声门除阻： [ˈlat͡ʔn̩]（“板筋条”）； [ˈnak͡ʔŋ̍]（“脖颈”）。辅音前如有同部位响音，则倾向于完全去口化，产生复辅音[mʔm̩, lʔn̩, nʔn̩, ŋʔŋ̍]。如 [ˈlʊmʔm̩]（“破布”）； [ˈbaŋʔŋ̍]（“银行”，复数）。
浊塞音一般不发生去口化。不过很多高地德语及东中部德语方言的清浊塞音，至少在词中已合流，且合流后可能发生去口化。例如，巴伐利亚语中，（“鸭”，复数）与（“安第斯山”）发音都为[ˈɑnʔn̩]，使用者往往不自觉。

## 声门擦音

### 卡纳达语
在10-14世纪的古卡纳达语中，大多数词首的/p/去口化为/h/，如OlKn. pattu；MdKn. hattu“10”。

### 斯雷维语
斯雷维语所有韵尾辅音都须为声门音。非声门音会去口化，变为[h]：
- /ts’ad/ → [ts’ah]（“帽子”）
- /xaz/ → [xah]（“伤疤”）
- /tl’uɮ/ → [tl’uh]（“绳子”）

### 斯拉夫语
东、西斯拉夫语支很多语言的/g/发生擦化，后来又去口化如塞尔维亚语bog、俄语box、捷克语bůh、乌克兰语bih。

### 英语

#### 苏格兰英语
在低地苏格兰语和苏格兰英语的部分方言中，特别是在西岸方言中，非韵尾的/θ/ th变为[h]，称作th去口化。例如/θɪn/实现为[hɪn]。

#### 斯高斯方言
/t/在停顿前去口化为[h]，如it、lot、that、what发音为[ɪh, lɒh, d̪ah, wɒh]。

### 原始希腊语
原始希腊语中，/s/去口化为[h]发生在词首及响音间（元音、流音与鼻音）。
- 原始印欧语*septḿ̥ → 原始希腊语 → 古希腊语（ἑπτά）“7”（比较拉丁语septem）

元音间的/h/到古希腊语时已经消失，到阿提卡希腊语，间隙处的元音融合。
- 后PIE *ǵénesos → 原始希腊语 → 爱奥尼亚希腊语：阿提卡希腊语（{{lang|grc|γένους}）“人种的”

/h/在流音和鼻音前会被同化，阿提卡-爱奥尼亚方言和多利亚希腊语中同化为前面的元音，伊欧里斯希腊语中同化为后面的鼻音。这过程也被描述为/h/的失落与后接元辅音的延长，使得音节重量不变（补偿延长）。
- PIE *h₁ésmi → 原始希腊语 → 阿提卡-爱奥尼亚 ：伊欧里斯“我是”

### 梵语
梵语中，/s/在停顿前变为[h]（转写作）：如 （“情爱”）变为。
另外，印欧语颚化软腭浊送气音*ǵʰ-变为[ɦ]：如“胳膊”变为梵语。

### 西伊比利亚语

#### 西班牙语
有很多西班牙语方言的韵尾（或特定环境下的）/s/去口化为[h]或[ɦ]。

#### 加利西亚语
在加利西亚语的很多方言及受其影响的西班牙语中，/ɡ/去口化（gheada）为[ħ]，见于几乎所有环境；[x]、[h]也是可能的实现。年老或受教育程度较低的加利西亚语使用者常见逆矫枉过正，将西班牙语/x/径直用[ɡ]代替，这现象称作gueada。

#### 葡萄牙语
巴西葡萄牙语的去口化比较显著，音素/ʁ/（来自齿龈颤音/r/，移动到了小舌位置）有很多种实现：[r ɻ̝̊ ç x ɣ χ ʁ ʀ ħ h ɦ]，其中只有[ɣ]不常见。巴西南部地区和里约热内卢州的方言常见浊声的同位异音，其他地方浊声同位异音则见于韵尾和浊音前。
这样的方言中，特别是受教育群体中，R音韵尾常实现为齿龈闪音，类似于欧陆葡萄牙语和很多西班牙语方言；或实现为[χ]、[x]。其余地区的一般实现为[h]，即使是不使用该异音的人也会使用，这在土话中很常见。
但在某些米纳斯吉拉斯州方言和受其影响的里约热内卢州农村口音重，[h]是/l/的同位异音（R音一般删略）：合并；葡萄牙语更常见的是合并。后者主要见于巴西城市城区，少见于与南共市国家接壤的地区（保留了[ɫ] 韵尾）及北部、东北部地区。其起源是葡萄牙语取代了当地语言，使韵尾位置的/ɾ/（目前主要是/ʁ/）、/l/（目前主要是[u̯ ~ ʊ̯]）产生了[ɹ]、[ɻ]、日化元音之类的同位异音。后来其他地区的葡萄牙语影响使这些同位异音在某些地区变得罕见，但合流在一些较偏远的乡村地带保留了下来。
里约热内卢州北部、东北部方言使用者，特别是穷人和年轻人中，可见/s/（[ɕ ~ ʑ]）的去口化（弱于西班牙语）。可见合流，甚至合流：“但即使如此”或“虽然，对，同样的”[mɐɦ ˈmeɦmə ˈsĩ]；“更轻，更苗条”[ˈmaɦ ˈlajtɕ]；“但对我，不”或“不是从我这里更多”[ˈmaɦ dʑi ˈmĩ ˈnɜ̃w]。巴西中、南部的韵尾R音几乎没有声门音的实现，去口化的/s/几乎不可能与之混淆。

### 罗马尼亚语
罗马尼亚语摩尔多瓦方言中，/f/去口化为[h]，如>。同样变化见于古西班牙语、古加斯科涅语、上古日语，现在仍见于锡尔赫特语。

### 盖尔语
苏格兰盖尔语和爱尔兰语中，s、t弱化为[h]，写作sh、th。

### 法利斯克语
公元前4世纪起的法利斯克语铭文偶见/f/>/h/（如hileo ：拉丁语filius）。这音变在铭文中的反映相当参差，甚至有很多的矫枉过正（如fe ：拉丁语hic）。

### 约鲁巴语群
去口化广泛见于约鲁巴语群中，特别是欧卢谷米语、伊加拉语、东北约鲁巴语Owe方言与Ikale等东南约鲁巴语方言。其中许多/s/>/h/变化源自原始约鲁巴语（或其后代原始Edekiri语）。/f/>/h/也见于原始约鲁巴语到标准约鲁巴语。也有/s/>/r/者，但并不清楚这过程与去口化的关系。
- 原始约鲁巴语 *sì → Igala hì；原始Edekiri *sè → Owe hè；Olukumi hè、Ikale hè“烤”（比较标准约鲁巴语 sè）
- 原始约鲁巴语 *è-so → Igala èho；原始Edekiri *è-ho → Owe èho；Olukumi èhojin“果、种子、果实”（比较标准约鲁巴语 èso）
- 原始Edekiri *V̀-sʊ̃ → Ikale ùhọngbẹ́、Olukumi ùhọn “地鼠”（比较埃基蒂约鲁巴语 ụ̀sụn）

- 原始约鲁巴语 *á-folo → Igala áfolo（比较标准约鲁巴语 ehoro）

去口化也见于沃尔特-尼日尔语支下的伊博语、阿耶尔-阿汉语组和埃多语。

## 借词
去口化也可能出现在借词的音系特征中。例如塞拉亚语中的印度尼西亚语借词。

## 书目
- Krishnamurti, Bhadriraju. . Cambridge University Press. 2003. ISBN 978-0-521-77111-5.
- O'Brien, Jeremy Paul, , 2012  [2023-11-18], （原始内容存档于2023-04-18）
- Rice, Keren, , 1989